# Румисберг
Румисберг (нем. Rumisberg) — коммуна в Швейцарии, в кантоне Берн. 
Входит в состав округа Ванген. Население составляет 487 человек (на 31 декабря 2006 года). Официальный код — 0987.